# Lemon (singel Kenshiego Yonezu)
„Lemon” – ósmy singel japońskiego piosenkarza Kenshiego Yonezu, wydany w Japonii 24 marca 2018 roku przez Sony Music Records.

## Zarys
Krążek został wydany dziewięć miesięcy po poprzednim singlu „Peace Sign” i był pierwszym wydawnictwem artysty w 2018 roku. Tytułowa piosenka została napisana jako motyw przewodni TV Dramy stacji TBS pt. Unnatural.
Singel został wydany w trzech edycjach: regularnej (CD) i dwóch limitowanych (DVD oraz „Lemon”). Zadebiutował na 2. pozycji tygodniowej listy Oricon Singles Chart i pozostał na niej przez 159 tygodni. Wersja „Lemon” zawierała dodatkowo list, a wersja DVD zawierała płytę z teledyskiem i nagraniami z występów na żywo.
Singel sprzedał się w nakładzie 617 606 egzemplarzy fizycznych i zdobył status podwójnej platynowej płyty oraz 3xMilion za sprzedaż cyfrową tytułowej piosenki.

## Pozycje na listach przebojów
Piosenka tytułowa została udostępniona w dystrybucji cyfrowej 12 lutego 2018 roku i zadebiutowała na 2. miejscu listy Billboard Japan Hot 100 z dnia 26 lutego 2018. Według rankingu Oricon Weekly Digital Single Chart opublikowanego tego samego dnia piosenka zajęła pierwszą pozycję z około 236 tys. pobrań. Piosenka ustanowiła nowy rekord dla liczby pobrań w pierwszym tygodniu wydania dla tego rankingu, który został oficjalnie uruchomiony w grudniu poprzedniego roku. Utrzymała pierwsze miejsce w rankingu Billboard Download Songs Chart przez 10 kolejnych tygodni od wydania, a do 5 maja liczba pobrań przekroczyła milion.
Wersja fizyczna singla została wydana 14 marca i zadebiutowała na 2. miejscu listy Billboard Japan Hot 100 z dnia 26 marca 2018, przegrywając jedynie z ja-ba-ja grupy AKB48. Na liście Oricon Singles Chart zajął 2. pozycję. Był to pierwszy singel artysty, który sprzedał się w liczbie ponad 100 tysięcy kopii w pierwszym tygodniu. Wydany przez iTunes singel zyskał popularność w Hongkongu i na Tajwanie, plasując się na 1. miejscu. Ze względu na popularność i popyt na piosenki, na Tajwanie i w Chinach singel został wydany na płycie CD. Na liście Japan Hot 100 utwór ostatecznie awansował na 1. miejsce.

## Lista utworów
Wszystkie utwory zostały napisane i skomponowane przez Kenshiego Yonezu. 
| CD | CD                                                     | CD                                                | CD      |
| Nr | Tytuł utworu                                           | Aranżacja                                         | Długość |
| -- | ------------------------------------------------------ | ------------------------------------------------- | ------- |
| 1. | „Lemon”                                                | Kenshi Yonezu, Kōichirō Muroya (instr. smyczkowe) | 4:16    |
| 2. | „Cranberry to Pancake” (jap. クランベリーとパンケーキ) | Kenshi Yonezu                                     | 3:30    |
| 3. | „Paper Flower”                                         | Kenshi Yonezu                                     | 4:35    |

| DVD | DVD                                            | DVD     |
| Nr  | Tytuł utworu                                   | Długość |
| --- | ---------------------------------------------- | ------- |
| 1.  | „Suna no wakusei” (jap. 砂の惑星)              | 4:00    |
| 2.  | „Shunrai” (jap. 春雷)                          | 4:49    |
| 3.  | „LOSER”                                        | 4:04    |
| 4.  | „Gōgō yūreibune” (jap. ゴーゴー幽霊船)         | 3:49    |
| 5.  | „Alice” (jap. 爱丽丝)                          | 3:10    |
| 6.  | „Peace Sign” (jap. ピースサイン)               | 3:59    |
| 7.  | „Uchiage hanabi” (jap. 打上花火)               | 4:19    |
| 8.  | „Haiiro to ao” (jap. 灰色と青) (+ Masaki Suda) | 5:32    |

## Notowania
| Lista                             | Pozycja |
| --------------------------------- | ------- |
| Oricon Weekly Singles Chart       | 2       |
| Oricon Yearly Singles Chart       | 18      |
| Billboard Japan Hot 100           | 1       |
| Billboard Japan Hot Singles Sales | 2       |